# 447 TCN
447 TCN là một năm trong lịch La Mã.